# Xã Grant, Quận Ida, Iowa
Xã Grant (tiếng Anh: Grant Township) là một xã thuộc quận Ida, tiểu bang Iowa, Hoa Kỳ. Năm 2010, dân số của xã này là 181 người.